# Austrorossia bipapillata
Austrorossia bipapillata är en bläckfiskart som först beskrevs av Sasaki 1920.  Austrorossia bipapillata ingår i släktet Austrorossia och familjen Sepiolidae. IUCN kategoriserar arten globalt som otillräckligt studerad. Inga underarter finns listade i Catalogue of Life.